# Euploea subnobilis
Euploea subnobilis är en fjärilsart som beskrevs av Embrik Strand 1914. Euploea subnobilis ingår i släktet Euploea och familjen praktfjärilar. Inga underarter finns listade i Catalogue of Life.